# Schloss Pöring (Landkreis Ebersberg)

Schloss Pöring mit Kirche St. Georg auf einem Kupferstich von Michael Wening (1701)

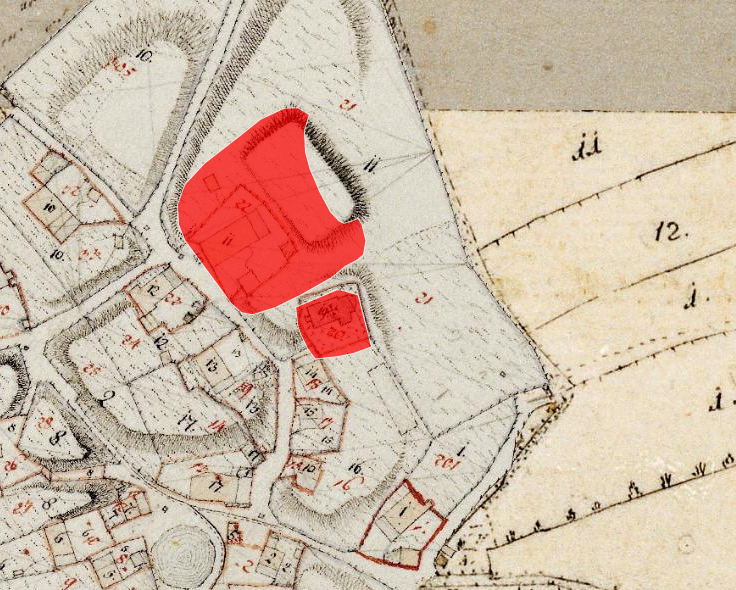
Lageplan von Schloss Pöring (Landkreis Ebersberg) auf dem Urkataster von Bayern

Schloss Pöring war ein Schloss in Pöring in der Gemeinde Zorneding im Landkreis Ebersberg. Das Schloss befand sich unmittelbar nördlich der Filialkirche St. Georg in Pöring.

## Geschichte
Um 1180 wurde in Pöring erstmals ein Ortsadel erwähnt, die Burg war der Stammsitz der Pöringer. 1632 wurde diese Burg von den Schweden niedergebrannt, im Jahr 1661 erfolgte ein Neubau als Schloss. Die Geschichte des Edelsitzes endete gegen 1830. Heute ist die Stelle des Schlosses als Bodendenkmal mit der Nummer D-1-7937-0125 und der Bezeichnung „verebneter Burgstall des späten Mittelalters und der frühen Neuzeit („Sitz und Sedl Pöring“) mit zugehörigem Wirtschaftshof“ geschützt und mit einem Wohnhaus überbaut.